# Stowe (cràter)
Stowe és un cràter d'impacte en el planeta Venus de 80 km de diàmetre. Porta el nom de Harriet Beecher Stowe (1811-1896), novel·lista i activista estatunidenca, i el seu nom va ser aprovat per la Unió Astronòmica Internacional el 1994.